# E583号線
E583号線 (E583ごうせん、英: European route E583) はルーマニアのSăbăoaniからモルドバを経由し、ウクライナのジトーミルを結ぶ、欧州自動車道路のBクラス幹線道路。

## 経路
- ルーマニア
  - E85 - Săbăoani
  - ヤシ
- モルドバ
  - バルツィ
- ウクライナ
  - E85 - モヒリーウ・ポジーリシキー
  - ヴィーンヌィツャ
  - ジトーミル